# Batalion im. Sowińskiego

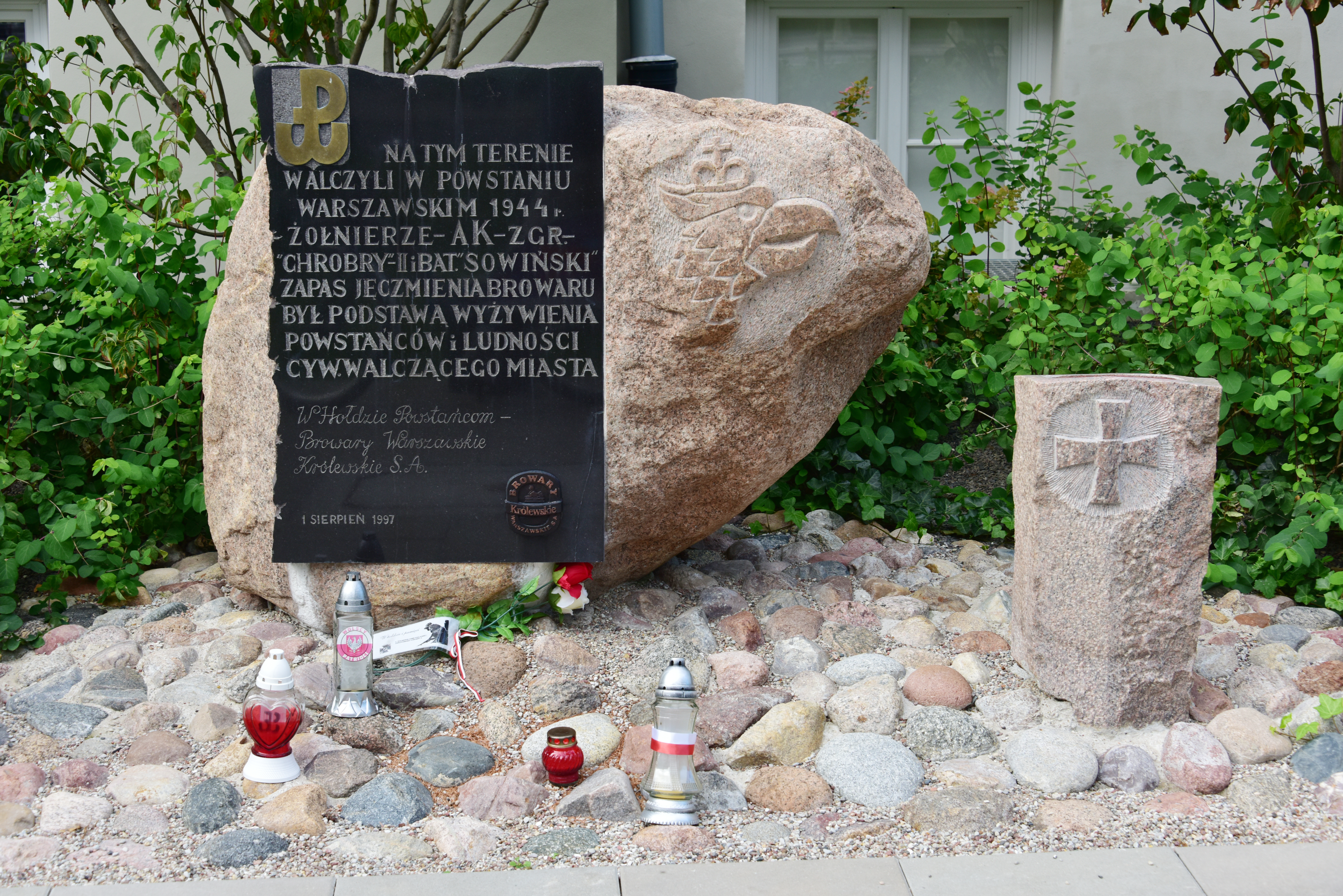
Głaz upamiętniający walki batalionów „Chrobry II” i „Sowiński” na terenie dawnego browaru Haberbusch i Schiele, przy ul. Grzybowskiej 58

Batalion im. Sowińskiego – jednostka Armii Krajowej walcząca na Woli i w Śródmieściu. Utworzony był w Śródmieściu Północnym z oddziałów, które w trakcie walk wycofały się z Obwodu Wola. Jako batalion funkcjonował od 17 sierpnia do 20 września 1944.

## Udział w Powstaniu
Batalion powstał na bazie oddziałów III i IV Zgrupowania Rejonu II Koło, Obwodu Wola AK. Oddziały pod dowództwem ppor. Romualda Podwysockiego ps. „Ostoja”, początkowo broniły barykad na skrzyżowaniu przy ul. Górczewskiej i Działdowskiej. Rano 6 sierpnia na rozkaz dowódcy rejonu kpt. Wacława Stykowskiego ps. „Hal” wycofania się na ul. Okopową oddziały wycofały się, pozostawiając pluton pchor. Jerzego Wiśniewskiego ps. „Wyrwa”, który miał bronić barykady jeszcze 24 godziny.
7 sierpnia, wobec braku linii obrony, oddziały zgrupowania przedostały się w rejon Browaru Haberbuscha przy ul. Krochmalnej. Z oddziałów zorganizowano dwie kompanie pod dowództwem ppor. Hermana Głowackiego ps. „Prus” oraz ppor. „Okszy”. Według innej wersji oddział miał strukturę plutonów: plutonu 322 – dowódca ppor. Herman Głowacki ps. „Prus”, plutonu 327 – dowódca ppor. Wincenty Eugeniusz Łuczkiewicz ps. „Włodek” oraz pluton 334 – dowódca ppor. Romuald Wesołowski ps. „Numa” (poległ 14 sierpnia). Początkowo nadal stanowiły oddziały Obwodu Wola, zaś kpt. Stykowski „Hal” pełnił funkcję p.o. dowódcy obwodu.

Według relacji Tadeusza Zarzyckiego, zastępcy dowódcy 4 Rejonu:

Przez pewien czas oddział składający się z około 100 ludzi (w tym 11 oficerów) używał nazwy „Lwów z Woli”. Po reorganizacji batalion „Sowiński” liczył 250 powstańców.

17 sierpnia po włączeniu w skład oddziałów wolskich kompanii szturmowej z Batalionu „Kiliński”, oddział przekształcono w Batalion im. Sowińskiego. Batalionem dowodził por. Romuald Podwysocki ps. „Ostoja”. Batalion został formalnie włączony w skład Rejonu 4 Obwodu Śródmieście. Oddziały broniły rejonu ul. Grzybowskiej od ul. Cieplej do ul. Waliców. 30 sierpnia oddział liczył 26 oficerów, 50 podchorążych, 96 podoficerów, 381 żołnierzy oraz 98 kobiet. W nocy z 30 na 31 sierpnia żołnierze batalionu brali udział w próbie połączenia Śródmieścia ze Starym Miastem jako oddział osłaniający atak. Do kapitulacji batalion utrzymywał pozycje w rejonie ulic: Wroniej, Chłodnej, Krochmalnej, Waliców, Grzybowskiej, Ciepłej, Ceglanej, Bagna i Grzybowskiej.
Od 20 września oddziały batalionu weszły w skład I batalionu 15 Pułk Piechoty „Wilków” AK.

## Sprawa mordów na Żydach
Według Barbary Engelking i Dariusza Libionki w dniach 11–12 września 1944 w kamienicach przy ul. Prostej 4 i Twardej 30 grupa żołnierzy batalionu zamordowała w calach rabunkowych kilkunastu ukrywających się tam Żydów, w tym kobiety i dzieci. Podanym zarzutom zaprzeczył jednak Leszek Żebrowski w publikacji pt. Paszkwil Wyborczej oraz syn kpt. Wacława Stykowskiego, Jacek Wacław Stykowski.
Z ustaleń Jacka Stykowskiego wynika, że sprawcy mordów mieli działać na własną rękę, wykorzystując zamieszanie spowodowane niemiecką dywersją. Żaden z dowódców nigdy nie wydał, ani zgody, ani tym bardziej rozkazu, zabijania niewinnych cywilów. Co więcej, przeciwdziałano bandytyzmowi, wszczynając dochodzenie wewnętrzne i aresztując podejrzanych.
Leszek Żebrowski znalazł ponadto dwa dokumenty – raporty oficera AK (z 13 i 21 września 1944) dotyczący m.in. mordu ponad 13 Żydów na ul. Twardej, w którym opisana jest sytuacja podszywania się pod AK pięciu osób ze środowisk komunistycznych w celu skompromitowania AK. Jednocześnie przy zabitych znaleziono zegarki i złoto, a ich dokumenty zostały zabrane, co wyklucza motyw rabunkowy. Również wcześniejszy meldunek kapitana Wacława Zagórskiego do dowódcy Zgrupowania „Chrobry II” z 12 września mówi o bandyckich grupach udających żołnierzy AK, napadających i mordujących ludność cywilną, które prawdopodobnie są częścią akcji prowokacyjnej obcych agentur usiłujących skłócić i skompromitować Armię Krajową.